# Soul Edge
Soul Edge (ソウルエッジ Sōru Ejji?) es un videojuego de lucha Arcade desarrollado por el equipo  Project Soul y distribuido por Namco. Es el primer episodio de la serie Soul de juegos de lucha. Más tarde se lanzó una versión mejorada y expandida para la PlayStation el mismo año. Namco eligió el título Soul Blade En Europa, Norte América y Australia. El juego fue un éxito comercial y de critica y fue seguido por varias secuelas, empezando con Soulcalibur en 1998.

## Historia
El arcade original fue lanzado en 1995. Su innovador sistema de combate utilizando distintos tipos de armas permitió una gran diversidad de estilos ampliamente diferentes entre sí, además del importante factor que el rango de cada arma otorgaba, creando así una diversidad de formas de juego e individualidad entre cada uno de los personajes. 
Fue posteriormente relanzando en 1996 bajo el nombre de Soul Edge: Version II. Esta versión contó con mejorías en el sistema de combate (como la inclusión de combos aéreos), retoques en los ataques de los personajes y la inclusión de dos personajes del arcade: Hwang (originalmente secreto) y Cervantes (subjefe en el arcade no seleccionable). 
Esta versión fue luego adaptada para la consola PlayStation el mismo año. En Japón y los países asiáticos el juego retuvo su nombre original Soul Edge, mientras que las versiones Americana y Europeas fueron lanzadas bajo el título Soul Blade. 
La versión para PlayStation incluyó una mayor cantidad de modos que el arcade (como el Survival, donde se pelea con 1 sola barra de salud contra una infinidad de enemigos hasta que esta se acabe; o Time Trial, modo Arcade a contra reloj); además de 2 finales individuales, un total de 8 armas diferentes y 5 diferentes trajes (3 originales y 2 cambios de color) por personaje seleccionable. 
De todos los modos agregados, el Edge Master Mode o Modo Maestro de la Espada merece mención aparte. El modo funciona como un libro, que posee hasta 10 capítulos que van desvelando la historia del personaje seleccionado. Generalmente cada capítulo posee una misión que se debe cumplir (como ganar solo con agarres, o ganar por Fuera del Ring -Ring Out-), y al ganarse un arma nueva es activada. 
Finalmente la versión de Arcade tuvo una última reedición, conocida como Version III, que poseía ínfimas mejoras y un rediseño de la pantalla de selección que permitía elegir los trajes alternativos con mayor facilidad.

## Argumento
La historia del juego gira en torno al Soul Edge, un par de espadas malignas que absorben las almas de sus enemigos. Las espadas tienen mente propia, y poseen las mentes y cuerpos de todo aquel que las empuña. Solo aquellos con gran control mental pueden usarlas sin ser afectados por su malevolencia.
Originalmente, Soul Edge apareció súbita y misteriosamente como un par de espadas en una subasta secreta en el siglo XVI. Las espadas fueron compradas por un vendedor de antigüedades inglés, pero su barco fue atacado por el pirata español Cervantes de León, y tanto el pirata como las espadas desaparecieron.
Veinticinco años después, rumores acerca de la espada empezaron a surgir alrededor del mundo, interesando a guerreros y curiosos en su búsqueda. Diez guerreros de diferentes nacionalidades desean poseer la espada o destruirla por distintas razones, por lo que se embarcan en una aventura alrededor del mundo en su búsqueda.

## Personajes
- Hwang Sung Kyung - Originalmente un personaje secreto en el arcade sin técnicas propias (imitaba a Mitsurugi), fue ampliamente mejorado e incluido como personaje regular en la versión II y la de Playstation. Hwang es un patriota coreano que se embarca en la búsqueda de Soul Edge para defender su país de los ataques de piratas japoneses. Usa como arma un sable china o Dao.
- Rock Adams - El hijo del vendedor de antigüedades cuyo barco fue atacado por Cervantes, Rock sobrevivió el ataque y despertó en las orillas del Nuevo Continente (América), donde ha vivido desde entonces. Rock parte en busca de Soul Edge porque cree que la espada puede ayudarlo a encontrar a sus padres. Su arma es un hacha a dos manos.
- Taki - Kunoichi (mujer Ninja) proveniente del Japón. Tras eliminar a un Oni (demonio japonés), Taki descubre que su arma predilecta se está debilitando rápidamente. Presumiendo que se debe a la influencia de un arma de mayor poder, Soul Edge, Taki se decide a buscar y destruirla. Su arma es una espada ninja o Ninjatō.
- Sophitia Alexandra - Una guerrera griega que aún cree en los viejos dioses del olimpo. Sophitia recibe el oráculo de Hefesto, dios herrero, para que destruya Soul Edge y evite que el arma arruine su reputación. Pelea usando una espada corta (gladius) y un escudo.
- Heishiro Mitsurugi - Samurái y mercenario del Japón. Mitsurugi esta en busca de un arma que sea lo suficientemente fuerte para derrotar a las armas de fuego. Su arma es una katana.
- Siegfried Schtauffen - Mercenario y bandido del Sacro Imperio Romano. Siegfried asesina a su padre durante una emboscada a su unidad, que regresaba derrotada de una cruzada. Siegfried cayó en un estado de locura y terminó convenciéndose de que otra persona asesinó a su padre, por lo que busca Soul Edge para poder vengarse. Su arma es una gran espada (Zweihander en el juego).
- Seung Mina - Hija del maestro de Hwang, Seung Han Myong, Mina quiere demostrarle a su padre que posee la fuerza para defender a Corea, ya que ella no puede ingresar en la fuerza debido a que es mujer, Seung Mina decide buscar Soul Edge para demostrar su fuerza. Su arma es una Alabarda china o Kwan Dao.
- Li Long - Asesino proviniendo del Imperio Ming (China). Li Long busca Soul Edge para atraer a Mitsurugi, que cree es el causante de la muerte de su amada Chie. Su arma son un par nunchaku.
- Voldo - Un asesino italiano que ha vivido los últimos años en una tumba subterránea perteneciente a su difunto maestro. Voldo busca Soul Edge, el objeto más deseado por su maestro Vercci, para cumplir su último deseo y completar su colección. Pelea usando dos katars (una en cada mano).
- Cervantes de León - Subjefe del juego, originalmente no utilizable en los Arcades. Cervantes es el actual dueño de Soul Edge, y reside en los restos de un puerto español consumiendo aquellos que buscan la espada maligna. El usa Soul Edge como arma.
- SoulEdge (jefe final) - El espíritu de la espada que en Soulcalibur pasaría a ser conocido como Inferno que toma control del cadáver de Cervantes. No seleccionable en los arcades.

Además de los ya mencionados, la versión para PlayStation incluye 4 personajes extras, secretos y sin historia: 
Seung Han Myong (Padre de Mina y maestro de Hwang), 
Siegfried! (Siegfried poseído por Soul Edge, visto en su final malo. En la saga Soulcalibur sería conocido con el nombre de Nightmare), 
Sophitia! (Versión alternativa de Sophitia sin armadura) y Sophitia!! (Versión alternativa de Sophitia usando un traje de baño).

## Jugabilidad
Es un juego donde los personajes se enfrentan con armas blancas en combates sobre un ring. El luchador que logre noquear a su oponente o expulsarlo de la plataforma, gana la ronda, y quien gane 2 rondas gana el enfrentamiento (a menos que la cantidad de rondas sea modificada). Para noquear al oponente, hace falta golpearle hasta que su barra de energía se acabe.
Los luchadores poseen un arma, la cual se va gastando a medida que sea usada para defenderse, o para hacer combos especiales. La vida que le queda al arma se ve representada en una barra de energía con forma de espada, ubicada justo debajo de la barra de energía vital del personaje. Cuando está barra pierde toda su energía, nuestro personaje pierde su arma, teniendo que enfrentarse a mano limpia contra su oponente.
La dificultad del juego va aumentando a medida que el jugador va avanzando de nivel.
Cada personaje puede hacer distintas combinaciones de ataques y tienen sus propios atributos que los hacen exclusivos. Unos poseen mucho poder de ataque y otros poseen mayor velocidad, por ejemplo.
Siegfried no tiene mucha velocidad pero tiene mucho poder de ataque.
Los luchadores tienen una gran gama de armas que consigues en el modo de juego Edge Master mode ya antes mencionado
(en la consola) en el que tu personaje esta sobre un mapa, tiene que seguir la historia de un libro pasando partes del mapa, en algunas partes ganan nuevas armas, cada una con sus estadísticas de poder, defensa, durabilidad, etc, esto no es muy fácil ya que existen misiones fáciles o difíciles, cada una diferente para cada jugador.
ejemplo.
En algún caso no se puede dañar el enemigo a no ser que lo ataque en el aire, o destruyendo su espada, o sacándolo del ring, o sobreviviendo a sus ataques hasta que se acabe el tiempo, etc.

## Música
El juego posee una sorprendente banda sonora, la cual se divide en una canción para cada escenario (11, uno por personaje), más la pantalla de selección de personaje.
La versión de PlayStation cuenta, además de la banda sonora "original", una versión "arrange" en la cual las melodías son iguales a la "original" pero con un estilo más de orquesta, con mayor riqueza de instrumentos. Y además cuenta con una tercera banda sonora, llamada "Khan super session", la cual es completamente diferente de las anteriores, ofreciéndonos músicas estilo "tecno". La composición para el juego en Japón corre a cargo de Iwasaki Taku.

## Recepción
Según Next Generation, Soul Edge solo tuvo un éxito moderado en las salas recreativas. La conversión de PlayStation de Soul Blade, fue un éxito de ventas en el Reino Unido. Debido a su popularidad, el juego fue relanzado como parte de PlayStation Greatest Hits, PlayStation Platinum y PlayStation The Best series.
El juego recibió críticas muy positivas. Mantiene puntuaciones agregadas de 91.5% en GameRankings y 89/100 en Metacritic, incluyendo altas calificaciones de IGN ("extremadamente divertido, y tiene elementos nuevos suficientes para que valga la pena jugar varias veces"), y GameSpot ("un gran juego de lucha con su parte de defectos"). Next Generation lo elogió por "completar todos los espacios en blanco con una gran jugabilidad, excelentes personajes, gráficos únicos y los combina en un paquete sólido". Más tarde recomendaron un puerto para PlayStation para retener todos los personajes, niveles, gráficos y juegos de la versión arcade. GameFan lo llamó "sin lugar a dudas la fiesta de lucha gráfica más deslumbrante que jamás se haya hecho para cualquier consola". Los cuatro revisores de Electronic Gaming Monthly particularmente aplaudieron la introducción del video de movimiento completo y el nuevo modo historia. Un crítico de GamePro declaró: "Inclinémonos ante el nuevo rey de los luchadores y el primer juego del año".
En 1997, PSM nombró a Soul Edge como el cuarto mejor juego de PlayStation. [29] PSU enumeró este juego como el sexto "clásico de PSone" más merecedor de ser rehecho para la PlayStation 3 en 2011. Ese mismo año, Complex clasificó a Soul Edge como el 19º mejor juego de lucha de todos los tiempos.
La secuencia de apertura de la versión de PlayStation ganó el premio SIGGRAPH '97 por el mejor video de 1996. También se incluyó en la lista de las diez mejores escenas cinemáticas de todos los tiempos por Cheat Code Central en 2012.